# Ed Metz, Sr.
Edward I. „Ed“ Metz, Sr. (* 14. Juni 1935 in Bath (Pennsylvania); † 1. September 2009 in Allentown) war ein amerikanischer Jazzmusiker (Piano, Arrangement, Komposition), der hauptberuflich als Investmentbanker aktiv war.

## Leben und Wirken
Metz besuchte die Central Catholic High School in Allentown und studierte dann an der Saint Joseph’s University in Philadelphia, wo er 1957 abschloss. Anschließend war er als Geschäftsmann, später als Investmentbanker mit seiner Familie in Warminster, in Ann Arbor und ab 1976 in Montville tätig.
Daneben war Metz als Pianist im Jazzbereich aktiv, etwa für Banu Gibson und Johnny Mince. Zehn Jahre in Folge trat er beim Sacramento Dixieland Jubilee, einem der größten Jazzfestivals der Welt, auf und begleitete die Sängerin Maxine Sullivan. Er tourte in Europa und trat auf einem Kreuzfahrtschiff in der Karibik, in New Yorker Clubs und beim JVC Jazz Festival in Hopatcong auf. Auch spielte er anlässlich der Amtseinführung von  Ronald Reagan. Ab 1991 fungierte er als Leiter und Arrangeur von Bob Crosbys Bobcats; dort spielten auch seine Söhne Tim (Bass) und Eddie Metz junior (Schlagzeug). Mit der Metz Family Jazz Band ging er mehrfach auf Tournee. Sein Klavierspiel ist auf mehr als 20 Alben dokumentiert. Er komponierte 500 Songs.

## Diskographische Hinweise
- The Vaché & Allred & Metz Family Jazz Band: Side by Side (Nagel-Heyer Records 1998, mit Warren Vaché, Bill Allred, John Allred, Allan Vaché, Warren Vaché senior, Eddie Metz junior)
- The Metz Family & Friends, John Allred, Terry Myers: Metz’n Around (Arbors Records 2004)